# 中国常驻联合国人类住区规划署代表处
中华人民共和国常驻联合国人类住区规划署代表处（英語：Permanent Mission of the People's Republic of China to the United Nations Human Settlements Programme），简称中国常驻人居署代表处，位于肯尼亚内罗毕，是中华人民共和国政府常驻联合国人居署的外交代表机构，设在中华人民共和国驻肯尼亚共和国大使馆。常驻代表由中华人民共和国驻肯尼亚共和国特命全权大使担任。

## 历史沿革
1990年，中国政府设置中国常驻联合国人类住区（生境）中心代表处，并任命驻肯尼亚大使兼任代表一职。2001年12月，联合国人类住区（生境）中心（人居中心）升格为联合国人类住区规划署（人居署），代表处相应更名为中国常驻联合国人类住区规划署代表处。